# Pascal Köpke
Pascal Köpke (* 3. September 1995 in Hanau) ist ein deutscher Fußballspieler. Er stand zuletzt beim MSV Duisburg unter Vertrag und wird meist als Stürmer eingesetzt.

## Leben
Köpke ist der Sohn des deutschen Nationaltorwarts Andreas Köpke. Er kam im September 1995 im hessischen Hanau zur Welt, als sein Vater für Eintracht Frankfurt aktiv war. Nach dessen Wechsel 1996 zu Olympique Marseille in Frankreich zog die Familie nach Marseille. Als sein Vater wieder nach Deutschland, diesmal zum 1. FC Nürnberg, zurückkehrte, ließ sich die Familie in Mittelfranken nieder. Neben dem Deutschen spricht Köpke auch Französisch.

## Karriere

### Vereinskarriere

#### Anfänge in der Jugend
Mit dem Fußballspielen begann Köpke in jungen Jahren bei den Lokalvereinen ASV Herzogenaurach und 1. FC Herzogenaurach. Von 2003 bis 2013 spielte er in der Jugendabteilung des 1. FC Nürnberg, ehe er zur SpVgg Unterhaching wechselte.

#### SpVgg Unterhaching
Noch als A-Jugendspieler debütierte Köpke in der zweiten Mannschaft der SpVgg Unterhaching am ersten Spieltag der Saison 2013/14 der Bayernliga. Bei der 1:3-Niederlage gegen den TSV Bogen am 20. Juli 2013 absolvierte er die gesamten 90 Minuten. Zwei Spieltage später erzielte er seine ersten beiden Tore im Erwachsenenbereich beim 3:0-Sieg gegen den VfB Eichstätt. Am 9. November 2013 gab Köpke für die SpVgg Unterhaching sein Profidebüt und erzielte sein erstes Tor im Profibereich. Beim Spiel gegen die zweite Mannschaft des VfB Stuttgart in der 3. Liga wurde er von Trainer Claus Schromm in der 68. Minute für Marius Duhnke eingewechselt und traf in der 88. Minute per Seitfallzieher zum 4:0-Endstand. Die Zuschauer der Sportschau wählten den Treffer zum Tor des Monats.

#### Karlsruher SC
Im Juni 2015 verpflichtete der Zweitligist Karlsruher SC Köpke und statteten ihn mit einem bis zum 30. Juni 2018 laufenden Vertrag aus. Unter Trainer Markus Kauczinski debütierte er am zweiten Spieltag der Saison 2015/16 in der 2. Bundesliga bei der 2:1-Niederlage gegen den FC St. Pauli. Weil Köpke in der ersten Mannschaft kaum zum Einsatz kam, sammelte er bei der zweiten Mannschaft Spielpraxis.

#### FC Erzgebirge Aue
Nachdem Köpke in der Hinrunde in vier Einsätzen nur zu insgesamt 37 Einsatzminuten gekommen war und auch bei der zweiten Mannschaft nur vier Einsätze absolviert hatte, wurde er in der Winterpause an den Drittligisten FC Erzgebirge Aue ausgeliehen. Er erzielte in dieser Phase zehn Tore in 14 Ligaspielen und stieg am Ende der Saison mit der Mannschaft in die 2. Bundesliga auf. Ende Mai 2016 verpflichtete der FC Erzgebirge Aue Köpke bis zum 30. Juni 2020.

#### Hertha BSC
Nach dem Klassenerhalt mit Erzgebirge Aue über die Relegationsspiele gegen seinen alten Klub aus Karlsruhe wechselte Köpke zur Saison 2018/19 in die Bundesliga zu Hertha BSC. Unter dem Cheftrainer Pál Dárdai absolvierte er in seiner ersten Saison 7 Bundesligaspiele, wobei er jeweils eingewechselt wurde und kein Tor erzielte. Zudem spielte er 4-mal (ein Tor) in der zweiten Mannschaft in der viertklassigen Regionalliga Nordost. Im darauffolgenden Jahr wurde der Angreifer noch seltener eingesetzt und kam auf lediglich fünf Kurzeinsätze sowie einen Startelfeinsatz in der Regionalliga, da wechselnde Berliner Übungsleiter eher auf Dodi Lukébakio, Kapitän Vedad Ibišević oder den neu verpflichteten Davie Selke setzten.

#### Rückkehr nach Nürnberg
Zur Saison 2020/21 kehrte Köpke zu seinem Jugendverein 1. FC Nürnberg zurück. Am 8. Spieltag zog er sich in seinem 7. Ligaeinsatz für die Nürnberger einen Kreuzbandriss zu. Die Verletzung führte zu einem vorzeitigen Saisonaus für den Stürmer und verhinderte auch noch zu Beginn der folgenden Spielzeit einen Einsatz Köpkes. Anfang September 2021 wurde anlässlich seiner Trainingsrückkehr nichtsdestotrotz eine längerfristige Vertragsverlängerung vereinbart.

#### Wechsel nach Duisburg
Am 3. Juli 2023 gab der MSV Duisburg die Verpflichtung von Köpke bekannt. Er erhält dort einen Vertrag für eine Saison mit Option zur Verlängerung.

### Nationalmannschaftskarriere
Am 29. Mai 2015 wurde Köpke von Frank Wormuth für die U-20-Weltmeisterschaft in Neuseeland nachnominiert, nachdem Tim Kleindienst von Energie Cottbus verletzt ausgefallen war. Dort kam er zweimal zum Einsatz.

## Erfolge
- Aufstieg in die 2. Bundesliga: 2016 mit Erzgebirge Aue
- Sachsenpokal-Sieger: 2016 mit Erzgebirge Aue

## Soziales Engagement
Köpke setzt sich als GoVolunteer-Botschafter für Bedürftige ein.